# Botafogo de Futebol e Regatas (beach soccer)
Pour les articles homonymes, voir Botafogo Futebol Clube.
Maillots
La section beach soccer du Botafogo FR est un club brésilien basé à Rio de Janeiro.

## Histoire
Arrivé à la tête du club en 2009, Maurício Assumpção ne cache pas sa volonté de mettre sur pied une solide équipe de beach soccer. Lui aussi ancien joueur de la discipline, il demande à Betinho, international brésilien de trouver des joueurs  pour fonder l'équipe. Après avoir accepté le défi, le joueur ne dispose que de trois jours pour assembler l'équipe, qui fait ses débuts le samedi 14 mai 2010 contre Vasco da Gama. La date marque aussi l'inauguration d'un Centre technique national, le Centre d'éducation physique Alberto Nunes (CEFAN). Fort de ses 15 ans d'expérience dans le beach soccer ainsi que de ses 7 titres de champion du monde, Betinho appelle les joueurs de renom tels que Daniel, Zidane, Benjamin et les champions brésiliens en titre Vinícius, Bernardo, Fred et le gardien William de porter le maillot alvinegra.
Botafogo conclut une entente avec la confédération brésilienne de beach soccer pour utiliser le Centre Technique National, le premier au monde à être équipé de terrain et d'hébergement. Outre l'équipe alvinegro, le CT est également mis à disposition de l'équipe nationale brésilienne.
L'équipe est vite reconnue : Bernardo, Fred et William étant sélectionnés en équipe du Brésil quelques jours après.
En 2011, Botafogo recrute le portugais Alan Cavalcanti avec qui il remporte la première Coupe du Brésil grâce à sa victoire 8-3 en finale contre le champion du monde des clubs en titre : Vasco da Gama,. Outre le trophée, Botafogo remporte également deux des trois titres individuels : meilleur gardien (Leandro Fanta) et meilleur joueur (Juninho).
En août 2011, Botafogo réalise un de ses vieux rêve, en particulier du président Maurício Assumpção. Le club ouvre son centre d'entrainement et de formation de beach soccer sur la plage de Copacabana. Le principal objectif est de former des joueurs pour les équipes du club  dans U13, U15 et U17, et de révéler plus de joueurs pouvant prétendre à l'équipe nationale brésilienne.
En mars 2012, pour la Coupe du Brésil 2012, le portugais Madjer et l'urugayen Pampero rejoignent l'équipe qui ne passe pas la phase de poule. 
À la fin de l'année, lors d'un tournoi international qui les opposent notamment au Vasco da Gama, l'équipe d'Iran et Club América, et accompagné du portugais Alan Cavalcanti, Botafogo termine meilleure attaque avec 17 buts marqués en 3 matchs. Les victoires contre l'Iran (4-3) et America (11-5) amènent le club en finale, perdue contre Vasco (3-2).
En avril 2013, Botafogo la Coupe Guanabara remporte contre Geração (3-2).
Pour sa première participation à la Coupe du monde des clubs en décembre 2013, Botafogo termine 4e.

## Palmarès
- Coupe du monde des clubs
  - 4e en 2013

- Coupe du Brésil (1)
  - Vainqueur en 2011

## Personnalités

### Anciens joueurs
- Bruno Malias (2011)
- Marcelo Bueno (2011)
- Juninho (2011)
- Madjer (2012)
- Pampero (2012)

### Entraineurs
- 2011 :  Gilberto Costa
- 2011 :  Caio Júnior
- 2012 :  Rodrigo Chumbinho
- Depuis 2012 :  Carlos Dreux

### Effectif actuel
Équipe à la Coupe du monde des clubs 2013 :
| Coach : Carlos Dreux | Coach : Carlos Dreux | Coach : Carlos Dreux |
| -------------------- | -------------------- | -------------------- |
| 1. Leandro Fanta     | 10. Bernardo Botelho |                      |
| 4. Antonio Bernardo  | 11. Dmais            |                      |
| 6. Alan Cavalcanti   | 12. Phillipe Happ    |                      |
| 7. Sidney            | 14. Frederick Mazzei |                      |
| 8. Vini              | 15. Bernardo Martins |                      |